# Bothropolys montanus
Bothropolys montanus är en mångfotingart som beskrevs av Karl Wilhelm Verhoeff 1938. Bothropolys montanus ingår i släktet Bothropolys och familjen stenkrypare. Inga underarter finns listade i Catalogue of Life.